# Steinfila
Steinfila (norwegisch für Steinfeile) ist ein Nunatak im ostantarktischen Königin-Maud-Land. Er ist der westlichste einer kleinen Gruppe von Nunatakkern, die den südwestlichen Ausläufer der Payergruppe in der Hoelfjella markiert.
Norwegische Kartografen, die den Nunatak auch benannten, kartierten ihn anhand von Vermessungen und Luftaufnahmen der Dritten Norwegischen Antarktisexpedition (1956–1960).